# Дэвис, Скотт (британский велогонщик)
Скотт Дэвис (англ. Scott Davies; род. 5 августа 1995 в Кармартене, графство Кармартеншир, Уэльс, Великобритания) — британский профессиональный шоссейный велогонщик, выступающий за команду мирового тура «Qhubeka Assos».

## Достижения
2012
1-й  Чемпион Великобритании — Индивидуальная гонка (юниоры)
2013
1-й  Тур Уэльса Юниоры — Генеральная классификация
1-й — Этап 1 (ИГ)
2-й — Джиро-делла-Луниджана (юниоры) — Генеральная классификация
7-й — Чемпионат мира — Индивидуальная гонка (юниоры)
2014
1-й  — Чемпион Великобритании — Индивидуальная гонка (U23)
10-й — Игры Содружества — Индивидуальная гонка
2015
1-й  — Чемпион Великобритании — Индивидуальная гонка (U23)
10-й — Хералд Сан Тур — Генеральная классификация
2016
1-й  — Чемпион Великобритании — Индивидуальная гонка(U23)
2-й — Тур Эльзаса — Генеральная классификация
4-й — Дуо Норман (вместе с Джонатаном Диббеном)
6-й — Grand Prix de la Ville de Lillers
9-й — Тур де л'Изард — Генеральная классификация
1-й — Этап 4
9-й — Тур Хорватии — Генеральная классификация
2017
1-й  — Чемпион Великобритании — Индивидуальная гонка (U23)
4-й — Girobio (U23) — Генеральная классификация
5-й — Тур Эльзаса — Генеральная классификация
10-й — Чемпионат мира — Индивидуальная гонка (U23)